# Christoph Maria Merki
Christoph Maria Merki (* 15. September 1960) ist ein Schweizer Historiker.

## Leben
Merki stammt aus Luzern. Er studierte von 1980 bis 1986 Geschichte und Geographie an der Universität Bern und schloss mit dem Lizenziat ab. Neben dem Studium arbeitete er als Journalist beim Vaterland (heute Luzerner Zeitung), als Lokalredaktor der Berner Zeitung und ab Dezember 1986 als Redaktor der Berner Regionalausgabe der Gratiszeitung Neues Sonntagsblatt. 1988/89 absolvierte er Studienaufenthalte an den Universitäten Münster, Potsdam und Wien. Ab 1990 arbeitete er an der Universität Bern als Assistent, 1991 wurde er ebendort mit der Dissertation Zucker gegen Saccharin promoviert. Von 1993 bis 1997 war er Oberassistent in Bern, er nahm 1995/96 auch einen Lehrauftrag an der Universität Basel wahr. Von 1997 bis 2000 hatte er ein Habilitationsstipendium des Schweizerischen Nationalfonds und absolvierte Archiv- und Studienaufenthalte in Stuttgart, Paris, Lyon, München und Berlin. 2000/01 war er erneut Oberassistent in Bern. 2001 wurde er dort mit der Schrift Der holprige Siegeszug des Automobils habilitiert. Von 2002 bis 2005 hatte er eine Forschungsprofessur am Liechtenstein-Institut in Bendern inne, im Jahr 2004 nahm er ausserdem einen Lehrauftrag an der Universität Zürich wahr. Zwischen 2005 und 2011 war Merki Assistenzprofessor für Wirtschafts-, Sozial- und Umweltgeschichte an der Universität Bern, 2008 bis 2010 zudem Direktor des Liechtenstein-Instituts. Seither ist er freiberuflich tätig und wohnt in Liechtenstein.

## Werk
Merkis Arbeiten zur Mobilität lassen sich der historischen Verkehrssoziologie zuordnen. Neben der Technikgeschichte bezieht er sozial-kulturelle Faktoren in seine Erläuterungen ein. So verweist Merki beispielsweise auf das Fahrradfahren und die Pferdehaltung als Vorbilder für die Entwicklung des Automobils. Zudem behandeln die Arbeiten die verkehrshistorische Rolle der Frau.
Die Geschichte der Schweiz und ihrer Nachbarstaaten ist ein wiederkehrendes Thema seiner Arbeiten. Überdies beschäftigt sich Merki immer wieder mit Themen aus Liechtenstein.

## Auszeichnungen
- Doktoratspreis der Philosophisch-historischen Fakultät der Universität Bern für die Dissertation (1991)
- Rudolf-Kellermann-Preis für Technikgeschichte für die Habilitationsschrift (2001)

## Schriften (Auswahl)
- Zucker gegen Saccharin. Zur Geschichte der künstlichen Süßstoffe. Campus, Frankfurt am Main/New York 1993, ISBN 3-593-34885-3 (= stark gekürzte und überarbeitete Dissertation, Universität Bern, 1991).
- mit Thomas Hengartner (Hrsg.): Genussmittel. Ein kulturgeschichtliches Handbuch. Campus, Frankfurt am Main 1999, ISBN 3-593-36337-2. (auch unter dem Titel Genussmittel. Eine Kulturgeschichte. Insel, Frankfurt am Main / Leipzig 2001, ISBN 3-458-34461-6).
- Der holprige Siegeszug des Automobils, 1895–1930. Zur Motorisierung des Straßenverkehrs in Frankreich, Deutschland und der Schweiz. Böhlau, Wien / Köln / Weimar 2002, ISBN 3-205-99479-5 (= Habilitationsschrift, Universität Bern, 2001).
- Von der liechtensteinischen Landkanzlei zur internationalen Finanzberatung. Die Anwaltskanzlei Marxer & Partner und der Finanzplatz Vaduz. Hier und Jetzt, Baden 2003, ISBN 3-906419-51-7.
- Wirtschaftswunder Liechtenstein. Die rasche Modernisierung einer kleinen Volkswirtschaft im 20. Jahrhundert. Chronos, Zürich 2007, ISBN 978-3-0340-0883-9.
- Verkehrsgeschichte und Mobilität. Ulmer, Stuttgart 2008, ISBN 978-3-8001-2900-3.
- Im Wandel beständig, 1861–2011. Festschrift zum 150-Jahr-Jubiläum der Liechtensteinischen Landesbank. Liechtensteinische Landesbank, Vaduz 2011, ISBN 978-3-905833-06-5 (online)
- Liechtensteinische Güter und Rechte in Böhmen, Mähren und Schlesien vom Spätmittelalter bis ins 20. Jahrhundert. Zur Besitzgeschichte der grenzüberschreitenden Dynastie Liechtenstein. (= Liechtensteinisch-Tschechischen Historikerkommission. Band 5). Zürich / Vaduz 2013, ISBN 978-3-906393-69-8. (doc2.lbfl.li)
- Liechtensteins Verfassung 1992–2003. Ein Quellen- und Lesebuch. Chronos, Zürich / Vaduz 2015, ISBN 978-3-906393-79-7.
- Betrachtungen über die liechtensteinische Geschichtswissenschaft. In: Liechtenstein-Institut, Historischer Verein für das Fürstentum Liechtenstein (Hrsg.): Geschichte erforschen – Geschichte vermitteln. Festschrift zum 75. Geburtstag von Peter Geiger und Rupert Quaderer (= Liechtenstein Politische Schriften. Band 59). Verlag der Liechtensteinischen Akademischen Gesellschaft, Bandern 2017, ISBN 978-3-7211-1097-5. Digitalisat.